# Північна група військ
Не варто плутати з Північною групою військ Закавказького фронту, група радянських військ, що діяла у складі Закавказького фронту у ході битви за Кавказ
Півні́чна гру́па ві́йськ (ПнГВ, рос. СГВ) — військово-територіальне формування ЗС СРСР (Радянської Армії й Військово-морського флоту), одне з 4-х подібних, що перебували за межами СРСР і його військових округів і флотів, на території східноєвропейських країн — союзників по Організації Варшавського договору, що дислокувалося на території Польської Народної Республіки.

## Історія СГВ
Розміщення радянських військ у Сілезії й Померанії, переданих від Німеччини, у зв'язку з рішеннями Ялтинської конференції союзників, до складу Польщі, було визначено договором між СРСР і ПНР від 21 квітня 1945 року.
Практичні заходи щодо створення Північної групи військ, що поєднувала відповідні війська на території Польщі, були визначені Директивою Ставки Верховного Головнокомандування (ВГК) № 269 від 29 травня 1945 року.
Північна група військ (ПнГВ) була створена в червні 1945 на базі 2-го Білоруського фронту. Відповідно до цієї директиви Головний штаб повинен був розташуватися у місті Лодзь (тимчасово в районі Бромберг). Підписали цю директиву Верховний головнокомандувач Й. В. Сталін і начальник Генерального штабу генерал армії О. І. Антонов.
Згодом Головний штаб СГВ розташувався у місті Легниця (до 1945 року німецьке місто Лігніц), у якому він перебував до 1984 року. У Польщі Легницю називали «Малою Москвою». З Легниці Головний штаб був передислокований у місто Свідниця, в якому й перебував до моменту виводу ПнГВ на територію СРСР.

## Командувачі
- Маршал Радянського Союзу К. К. Рокоссовський (29 травня 1945 — жовтень 1949)
- генерал-полковник К. П. Трубніков (жовтень 1949—1950)
- генерал-лейтенант О. І. Радзиєвський (1950—1952)
- генерал-лейтенант М. П. Константинов (1952—1955)
- генерал армії К. М. Галицький (1955—1958)
- генерал-полковник Г. І. Хетагуров (1958—1963)
- генерал-полковник С. С. Маряхин (1963- липень 1964)
- генерал-лейтенант А. П. Рудаков (липень — листопад 1964)
- генерал-полковник Г. В. Бакланов (листопад 1964 — 19 квітня 1967)
- генерал-полковник І. Н. Шкадов (19 квітня 1967—1968)
- генерал-полковник М. Т. Танков (1968—1973)
- генерал-полковник І. О. Герасимов (1973—1975)
- генерал-полковник О. Ф. Кулишєв (1975—1978)
- генерал-полковник Ю. Ф. Зарудин (1978—1984)
- генерал-полковник А. В. Ковтунов (1984 — лютий 1987)
- генерал-лейтенант І. І. Корбутов (лютий 1987 — червень 1989)
- генерал-полковник В. П. Дубинін (червень 1989—1992)
- генерал-полковник Л. І. Ковалєв (1992—1993)